# Station Flémalle-Haute
Station Flémalle-Haute is een spoorwegstation langs spoorlijn 125 (Namen - Luik) in de gemeente Flémalle.
In dit station is een aftakking naar spoorlijn 125A, die tussen Flémalle en Luik de rechteroever van de Maas volgt. Spoorlijn 125 blijft op de linkeroever van de Maas.
Sinds 1 augustus 2015 zijn de loketten van dit station gesloten en is het een stopplaats geworden.

## Treindienst
| Serie       | Treinsoort          | Route | Bijzonderheden                                                                                                  |
| ----------- | ------------------- | --- | --- |
| IC 18       | Intercity (NMBS)    | [ Doornik – Aat – ] Brussel-Zuid – Namen – Flémalle-Haute – Luik-Guillemins – Luik-Sint-Lambertus                         | Rijdt alleen op werkdagen. Rijdt in de spits verder naar Doornik.                                               |
| IC 25       | Intercity (NMBS)    | Moeskroen – Doornik – Bergen – Charleroi-Centraal – Namen – Flémalle-Haute – Luik-Guillemins – Herstal – Liers            | Rijdt in het weekend tussen Moeskroen en Liers.                                                                 |
| L 4950      | L-trein (NMBS)      | Luik-Guillemins – Flémalle-Haute – Hoei – Namen                                                                           | |
| S 42        | S-trein Luik (NMBS) | Liers – Luik-Guillemins – Flémalle-Haute                                                                                  | |
| S 44        | S-trein Luik (NMBS) | Landen – Borgworm – Momalle – Luik-Guillemins – Wezet                                                                     | Rijdt in het weekend Landen - Luik-Guillemins.                                                                  |
| P 7460/8460 | Piekuurtrein (NMBS) | Statte – Flémalle-Haute – Luik-Guillemins                                                                                 | Rijdt alleen op werkdagen.                                                                                      |
| P 7480/8480 | Piekuurtrein (NMBS) | [ Hoei – Namen ] / [ Herstal – Luik-Sint-Lambertus – Luik-Guillemins – [ Rivage – Gouvy ] / [ Flémalle-Haute – Statte ] ] | Rijdt alleen op werkdagen. Een trein vanuit Herstal naar Gouvy. Twee treinen per richting tussen Hoei en Namen. |

## Galerij

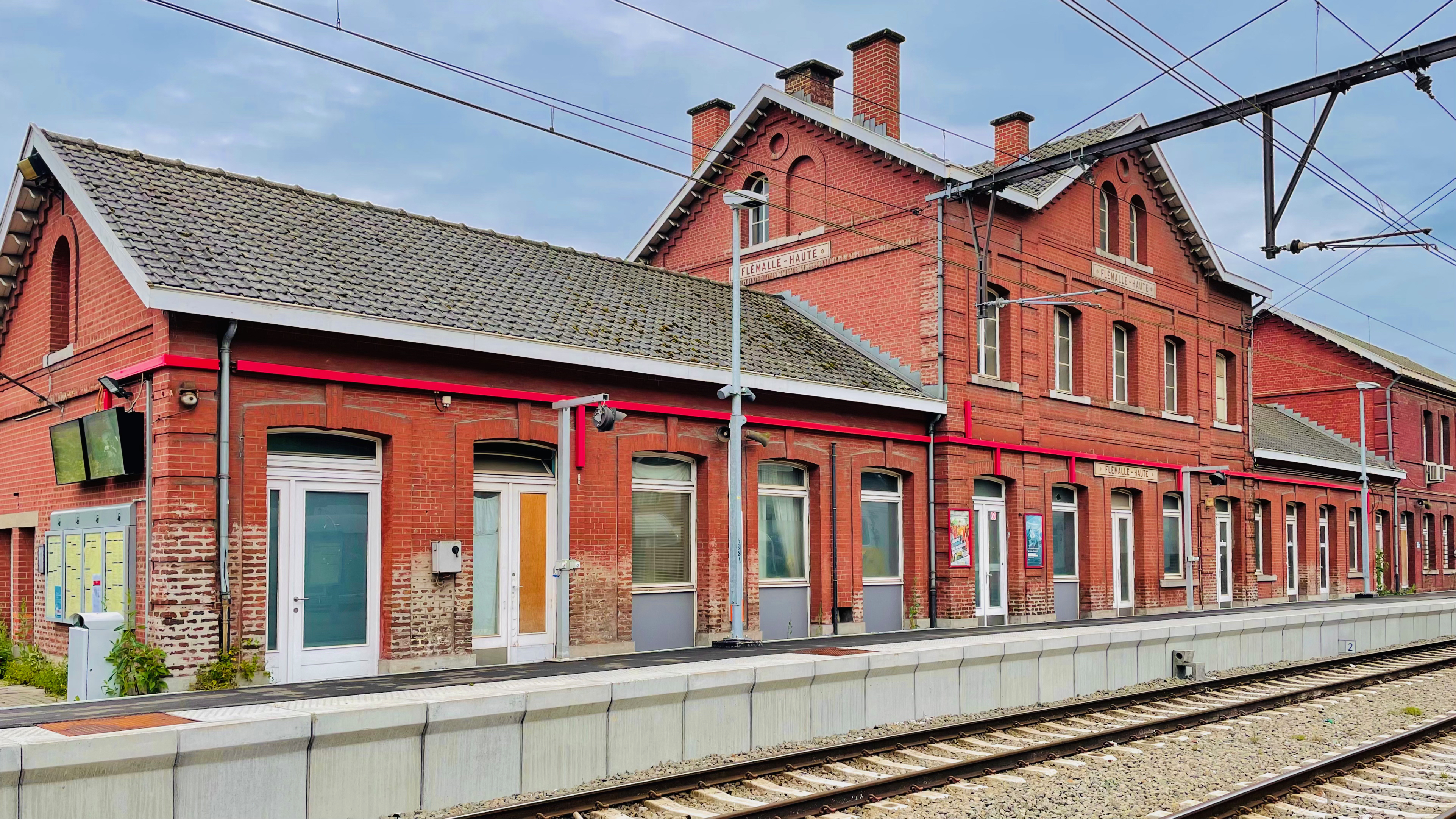
Het stationsgebouw
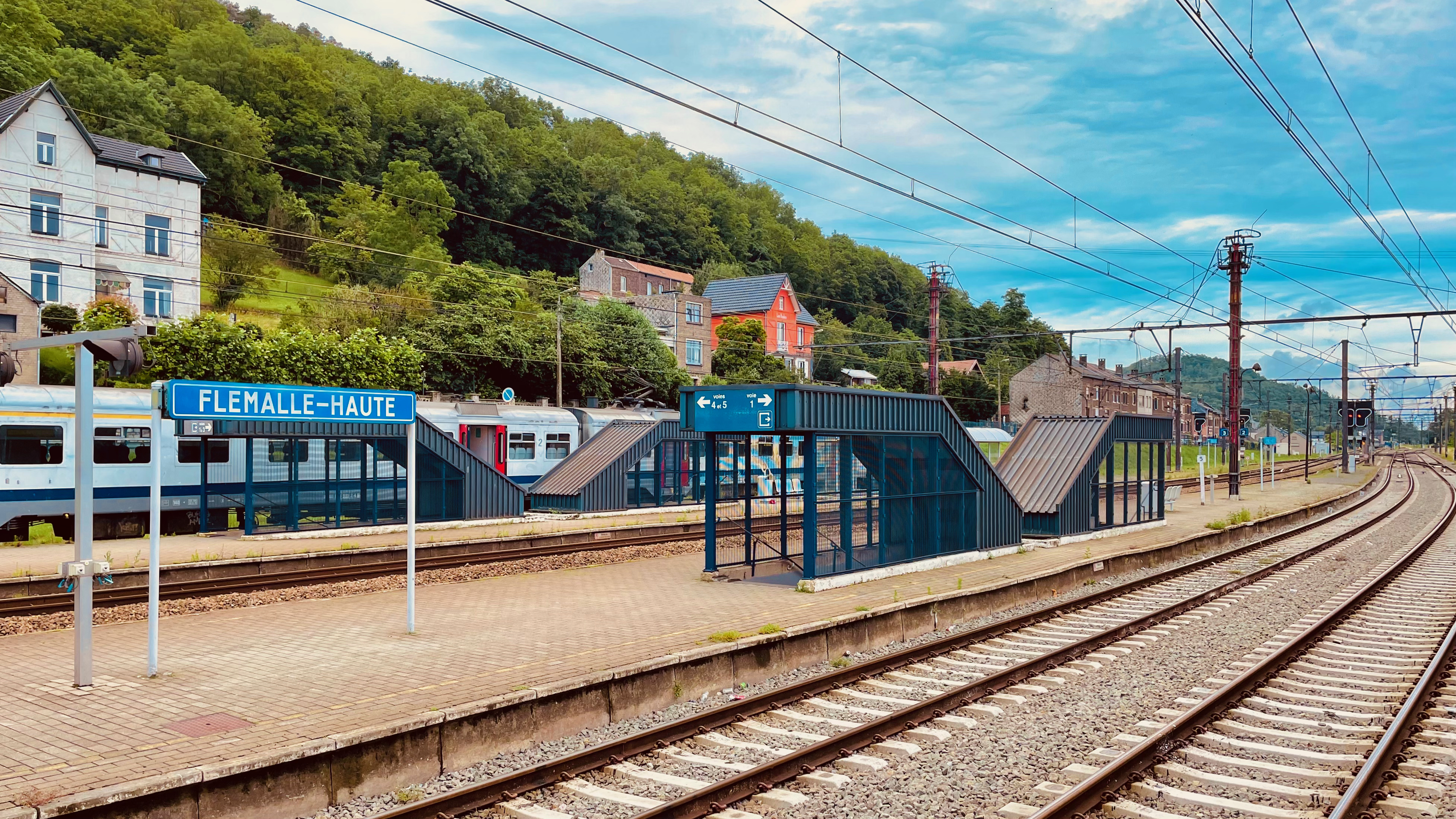
Zicht op de perrons
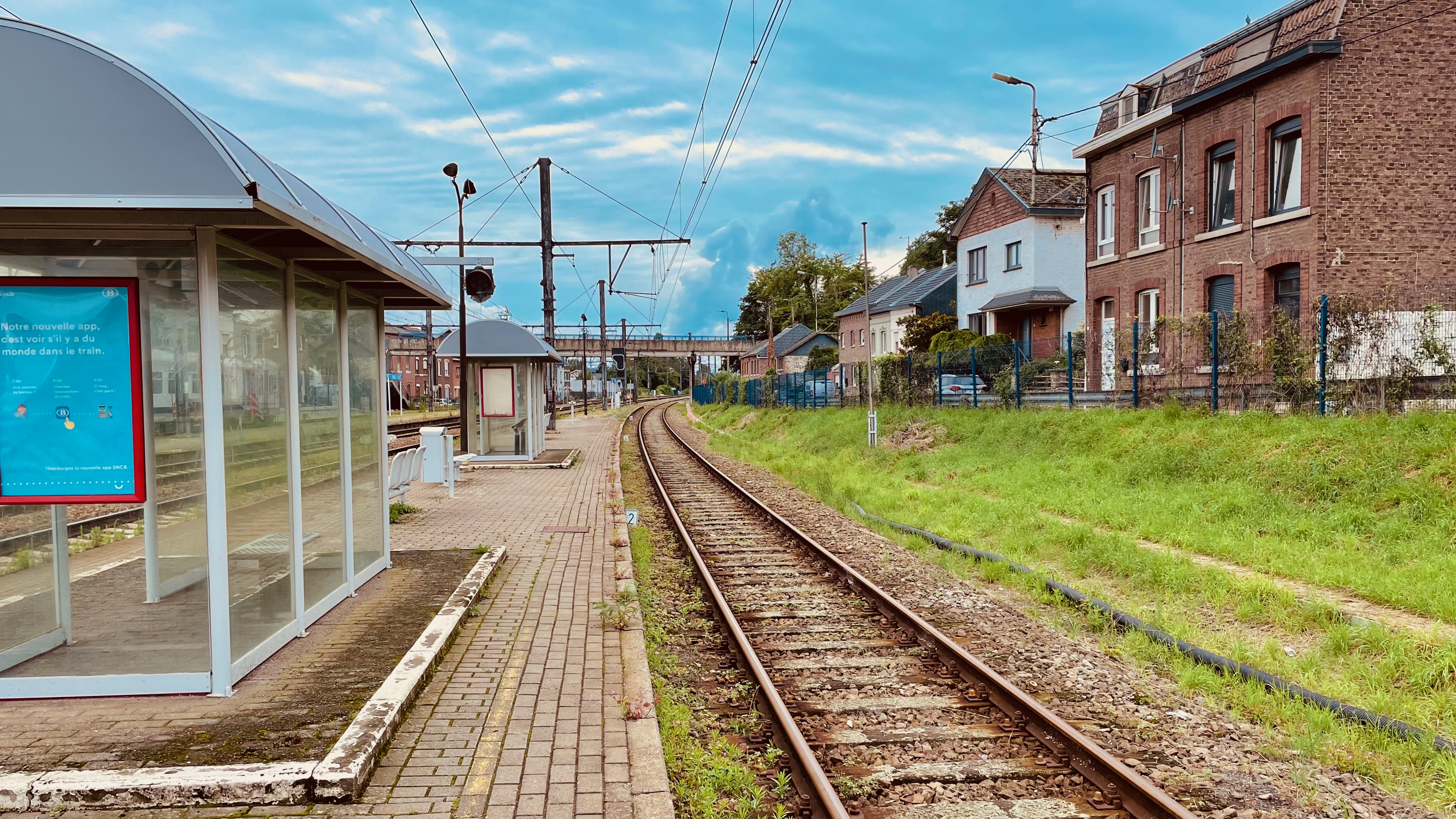
Het spoor richting Namen
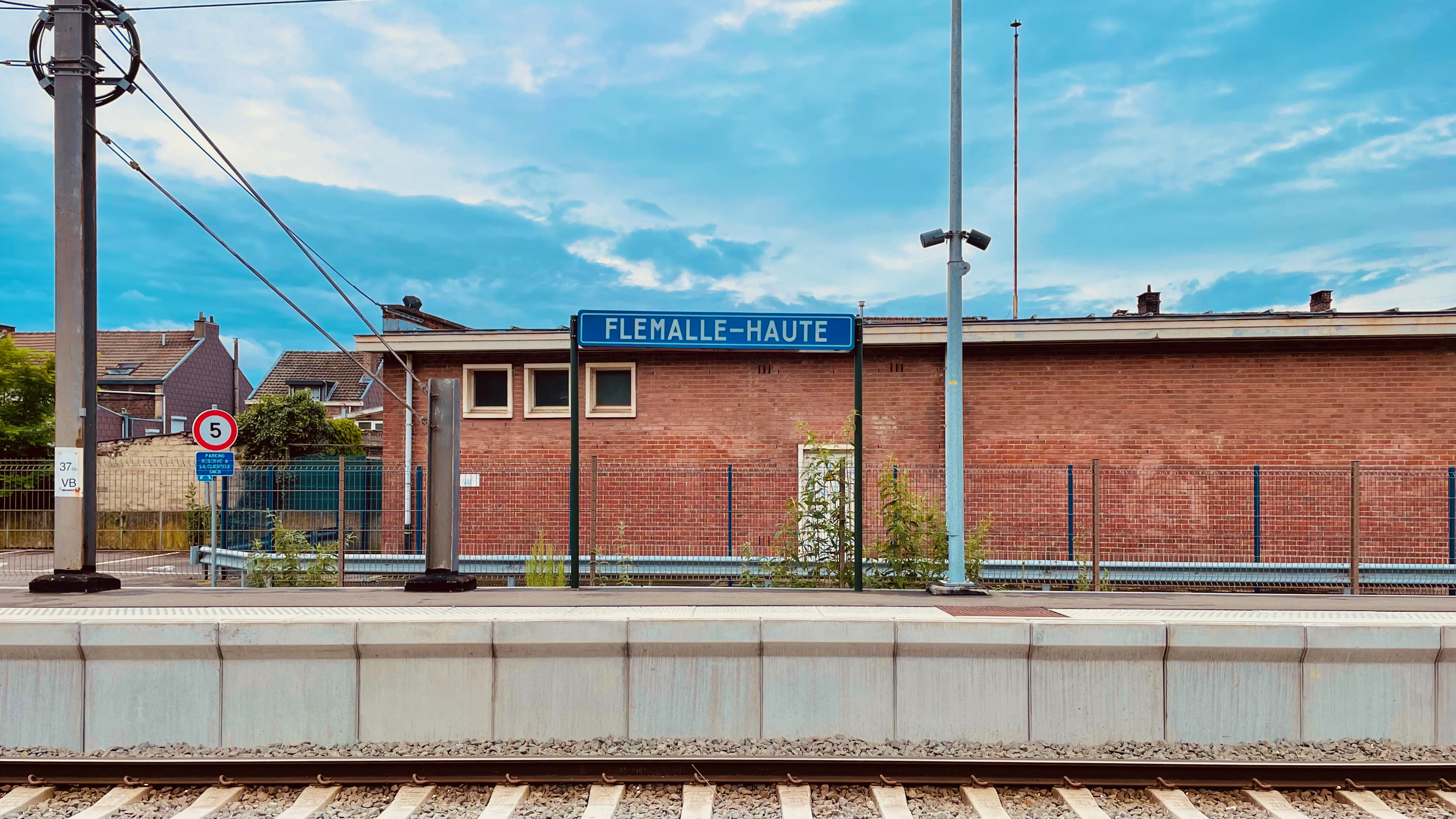
Plaatsnaambord

## Reizigerstellingen
De grafiek en tabel geven het gemiddeld aantal instappende reizigers weer op een week-, zater- en zondag.
| Tabel: aantal instappende reizigers station Flémalle-Haute | Tabel: aantal instappende reizigers station Flémalle-Haute | Tabel: aantal instappende reizigers station Flémalle-Haute | Tabel: aantal instappende reizigers station Flémalle-Haute |
|                                                            | Weekdag                                                    | Zaterdag                                                   | Zondag                                                     |
| ---------------------------------------------------------- | ---------------------------------------------------------- | ---------------------------------------------------------- | ---------------------------------------------------------- |
| 1977                                                       | 673                                                        | 147                                                        | 108                                                        |
| 1978                                                       | 706                                                        | 196                                                        | 116                                                        |
| 1979                                                       | 720                                                        | 207                                                        | 170                                                        |
| 1980                                                       | 595                                                        | 153                                                        | 110                                                        |
| 1981                                                       | 708                                                        | 184                                                        | 160                                                        |
| 1982                                                       | 716                                                        | 200                                                        | 273                                                        |
| 1983                                                       | 630                                                        | 177                                                        | 218                                                        |
| 1984                                                       | 1 223                                                      | 284                                                        | 242                                                        |
| 1985                                                       | 1 123                                                      | 278                                                        | 295                                                        |
| 1986                                                       | 1 004                                                      | 248                                                        | 239                                                        |
| 1987                                                       | 1 094                                                      | 241                                                        | 177                                                        |
| 1988                                                       | 1 168                                                      | 284                                                        | 298                                                        |
| 1989                                                       | 1 059                                                      | 276                                                        | 278                                                        |
| 1990                                                       | 917                                                        | 227                                                        | 250                                                        |
| 1991                                                       | 1 013                                                      | 268                                                        | 235                                                        |
| 1992                                                       | 1 061                                                      | 270                                                        | 291                                                        |
| 1993                                                       | 827                                                        | 268                                                        | 262                                                        |
| 1994                                                       | 780                                                        | 198                                                        | 140                                                        |
| 1995                                                       | 822                                                        | 189                                                        | 158                                                        |
| 1996                                                       | 833                                                        | 101                                                        | 90                                                         |
| 1997                                                       | 762                                                        | 135                                                        | 103                                                        |
| 1998                                                       | 340                                                        | 106                                                        | 86                                                         |
| 1999                                                       | 252                                                        | 81                                                         | 65                                                         |
| 2000                                                       | 467                                                        | 210                                                        | 156                                                        |
| 2001                                                       | 275                                                        | 93                                                         | 93                                                         |
| 2002                                                       | 324                                                        | 122                                                        | 72                                                         |
| 2003                                                       | 1 191                                                      | 108                                                        | 82                                                         |
| 2004                                                       | 1 038                                                      | 123                                                        | 96                                                         |
| 2005                                                       | 1 220                                                      | 145                                                        | 106                                                        |
| 2006                                                       | 1 369                                                      | 217                                                        | 136                                                        |
| 2007                                                       | 482                                                        | 130                                                        | 122                                                        |
| 2008                                                       | -                                                          | -                                                          | -                                                          |
| 2009                                                       | 469                                                        | 148                                                        | 140                                                        |
| 2010                                                       | -                                                          | -                                                          | -                                                          |
| 2011                                                       | -                                                          | -                                                          | -                                                          |
| 2012                                                       | 515                                                        | 172                                                        | 161                                                        |
| 2013                                                       | 489                                                        | 234                                                        | 239                                                        |
| 2014                                                       | 496                                                        | 203                                                        | 216                                                        |
| 2015                                                       | 864                                                        | 222                                                        | 172                                                        |
| 2016                                                       | 1 107                                                      | 213                                                        | 179                                                        |
| 2017                                                       | 1 097                                                      | 237                                                        | 213                                                        |
| 2018                                                       | 1 197                                                      | 875                                                        | 799                                                        |
| 2019                                                       | 1 198                                                      | 354                                                        | 294                                                        |
| 2020                                                       | 884                                                        | 226                                                        | 172                                                        |
| 2021                                                       | -                                                          | -                                                          | -                                                          |
| 2022                                                       | 1 331                                                      | 369                                                        | 292                                                        |
| 2023                                                       | 1 687                                                      | 403                                                        | 260                                                        |
| 2024                                                       | 1 421                                                      | 377                                                        | 395                                                        |

0,0: Ans ·
9,7: Flémalle-Grande ·
10,4: Leman ·
11,6: Flémalle-Haute
0,0: Luik-Guillemins ·
1,1: Val-Benoît ·
2,9: Sclessin ·
5,1: Tilleur ·
6,4: Pont-de-Seraing ·
7,3: Jemeppe-sur-Meuse ·
9,3: Flémalle-Grande ·
10,0: Leman ·
11,2: Flémalle-Haute ·
12,3: Chokier ·
14,0: Aigremont ·
15,3: Engis ·
17,3: La Mallieue ·
18,8: Hermalle-sous-Huy ·
21,2: Haute-Flône ·
22,5: Amay ·
24,9: Ampsin ·
27,9: Corphalie ·
29,4: Hoei ·
30,4: Statte ·
32,7: Bas-Oha ·
35,7: Java ·
40,3: Andenne ·
41,7: Château-de-Seilles ·
46,5: Sclaigneaux ·
48,8: Namêche ·
51,5: Marche-les-Dames ·
54,7: Beez ·
57,1: Faubourg-Saint-Nicolas ·
59,5: Namen
1,2: Kinkempois ·
3,1: Renory ·
4,9: Ougrée ·
6,5: Seraing ·
8,8: Val-Saint-Lambert ·
10,5: Rue-Borgnet ·
11,0: Flémalle-Haute